# Subirats
Subirats és un municipi de la comarca de l'Alt Penedès limítrof amb les comarques del Baix Llobregat i el Garraf. Té una extensió de 55,91 km², i el punt més alt del municipi es troba a 644 metres (El Montcau).

## Història

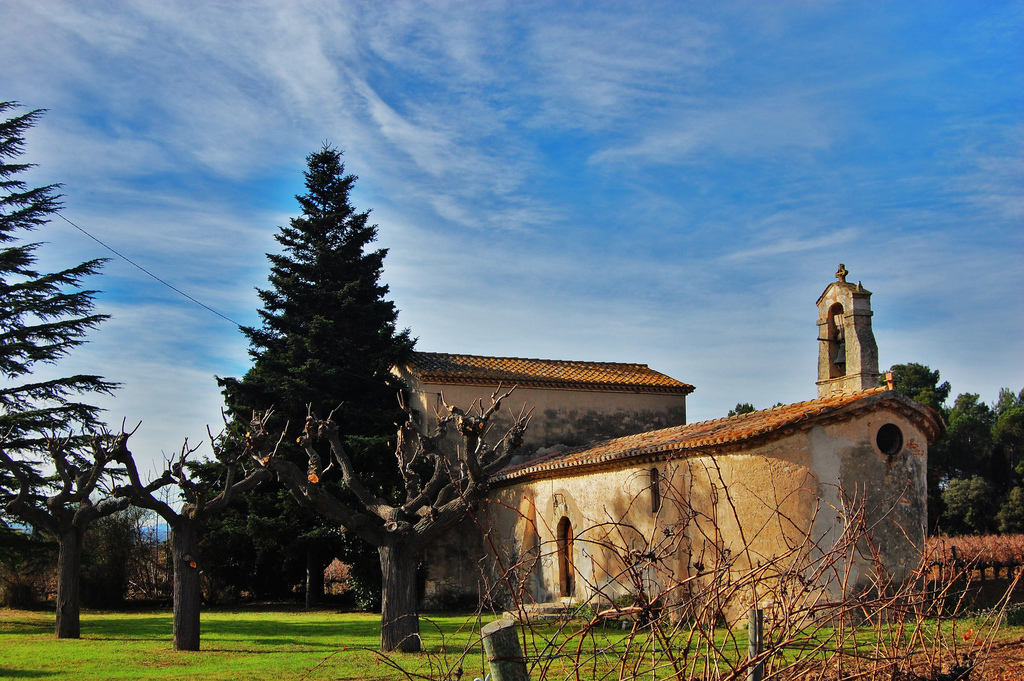
Església de Sant Joan Salerm (Subirats)

Els primers assentaments al municipi són antiquíssims, probablement anteriors al Neolític. Els assentaments ibers són els primers que esdevenen estables i importants. Els seguiran les etapes romana i visigoda, fins a l'entrada dels sarraïns, al segle viii. No fou fins dos-cents anys més tard que la plana es va repoblar. El primer fogatge data del 1358 i diu que el castell de Subirats pertany a Ramon de Riu-sec, i s'hi compten 142 focs, que equivalen a 639 habitants. Al segle xv, la població es va reduir a la meitat a causa de les epidèmies i de l'emigració cap als regnes de València i de Mallorca. Fins al segle xvii hi ha poca informació per la pèrdua dels arxius durant la Guerra Civil Espanyola. Se sap que hi hagué moltes morts a causa de la Guerra de Successió Espanyola. L'any 1764, la parròquia de Sant Sadurní de Subirats es va separar del municipi i es va passar dir Sant Sadurní d'Anoia. Novament, la Guerra del Francès va suposar una important davallada demogràfica per al municipi. Al segle xix és quan els pobles creixen més i adopten l'actual fesomia. L'any 1887, Subirats va assolir els 3.194 habitants. L'envestida de la fil·loxera, al contrari del que es pot pensar, no va fer minvar gaire la població, i no va ser fins a la Guerra Civil Espanyola que es va constatar una nova davallada demogràfica. Amb l'arribada de la democràcia i, sobretot, a partir dels anys noranta, el municipi experimenta un creixement general de la població.

## Geografia
- Llista de topònims de Subirats (Orografia: muntanyes, serres, collades, indrets…; hidrografia: rius, fonts…; edificis: cases, masies, esglésies, etc.).

Està format per 15 entitats de població:
| Entitat de població     | Habitants (2024) |
| Ordal                   | 679              |
| Sant Pau d’Ordal        | 614              |
| Casablanca              | 461              |
| Lavern                  | 446              |
| Can Rossell de la Costa | 184              |
| Can Cartró              | 180              |
| la Muntanya Rodona      | 110              |
| Ca l'Avi                | 102              |
| Cantallops              | 99               |
| els Casots              | 83               |
| Can Rossell             | 82               |
| Sant Joan Salerm        | 69               |
| Can Batista             | 66               |
| el Pago                 | 65               |
| Can Bas                 | 47               |
| Font: Idescat           |                  |

## Demografia
| 1497 f | 1515 f | 1553 f | 1717 | 1787 | 1857  | 1877  | 1887  | 1900  | 1910  |
| ------ | ------ | ------ | ---- | ---- | ----- | ----- | ----- | ----- | ----- |
| 46     | 45     | 51     | 394  | 671  | 2.394 | 2.539 | 3.194 | 2.989 | 2.993 |

| 1920  | 1930  | 1940  | 1950  | 1960  | 1970  | 1981  | 1990  | 1992  | 1994  |
| ----- | ----- | ----- | ----- | ----- | ----- | ----- | ----- | ----- | ----- |
| 3.207 | 3.115 | 2.832 | 2.769 | 2.629 | 2.522 | 2.194 | 2.138 | 2.103 | 2.103 |

| 1996  | 1998  | 2000  | 2002  | 2004  | 2006  | 2008  | 2010  | 2012  | 2014  |
| ----- | ----- | ----- | ----- | ----- | ----- | ----- | ----- | ----- | ----- |
| 2.307 | 2.376 | 2.529 | 2.623 | 2.736 | 2.943 | 3.052 | 3.076 | 3.076 | 3.029 |

| 2016  | 2018  | 2020  | 2022  | 2024  | 2026 | 2028 | 2030 | 2032 | 2034 |
| ----- | ----- | ----- | ----- | ----- | ---- | ---- | ---- | ---- | ---- |
| 2.997 | 3.025 | 3.104 | 3.241 | 3.281 | -    | -    | -    | -    | -    |

## Subiratencs il·lustres
- Ramon (o Raimon) Martí (circa 1230-1284): frare dominic. Va ser el millor especialista en coneixements aràbics i jueus del seu temps, així com un aferrissat lluitador teològic contra l'islam i el judaisme. És autor d'un diccionari àrab-llatí per a ús dels missioners cristians, d'una Explanatio symboli apostolorum, on resumia els arguments apologètics a favor de la fe cristiana, del Capistrum iudeorum, contra jueus i sarraïns, i sobretot del Pugio christianorum (1278) (més endavant conegut com al Pugio fidei, "Punyal de la fe") escrit en llatí i farcit de textos en hebreu, una de les obres apologètiques més divulgades.
- Salvador Mata del Racó i Puig (1859-1933): Farmacèutic, filòsof, viticulor, escriptor, conferenciant i delegat a l'Assemblea de Manresa (1892). Va ser president del Consell Comarcal de Vilafranca del Penedès i fundador i president del Centre Agrícola de Vilafranca. El 1925 és nomenat director del Laboratori Químic de Vilafranca del Penedès.
- Pompeyo Mata del Racó i Puig (1869-1935?): Diplomàtic. Entre d'altres, destaquen el seu càrrec com a canceller d'Espanya a Caracas (Veneçuela), nomenat pel rei Alfons XIII el 1919.
- Pere Guerau Maristany i Oliver (1863-1926) També anomenat Pere Grau. Hisendat, polític i mecenes, de família enriquida amb el comerç de vins i caves amb Amèrica. Ennoblit el 1912 pel rei Alfons XII amb el títol de comte de Lavern. Entre d'altres, va ser vicepresident i president en funcions de l'Ateneu Barcelonès, per donar pas a Pompeu Fabra. Va ser elegit diputat com a liberal monàrquic el 1901. Va ser un gran mecenes i, entre altres coses, donà la col·lecció completa de manuscrits originals de Jacint Verdaguer a la Biblioteca de Catalunya. A Lavern hi va fer construir una masia monumental anomenada Cal Maristany. Fou enterrat al Masnou, en un magnífic panteó obra de Josep Llimona.
- Domènec Cols i Puig (Sant Pau d'Ordal, 1928 - Barcelona 2011): compositor, organista i prevere.